# جيفري دمان
جيفري دمان (بالإنجليزية: Jeffrey DeMunn)‏ مواليد 25 أبريل 1947 في نيويورك، الولايات المتحدة، هو ممثل أمريكي بدأ مسيرته الفنية عام 1972. عُرف باداءه لدور دايل هوفاث في مسلسل الموتى السائرون.

## الأعمال
- 1994: الخلاص من شاوشانك
- 1999: الميل الأخضر
- 2007: السديم
- 2008: يحرق بعد القراءة
- 1982: حلم ليلة صيف
- 2002: إي آر
- 2010–2012: الموتى السائرون
- 2017: مارشال

## الترشيحات والجوائز
| السنة | الحدث                    | الفئة                                                 | النتيجة |
| ----- | ------------------------ | ----------------------------------------------------- | ------- |
| 1983  | جائزة توني               | أفضل أداء لممثل بدور رئيسي في مسرحية                  | رُشِّح     |
| 1995  | جائزة إيمي               | الأداء المتميز لممثل مساعد في مسلسل قصير أو فيلم      | رُشِّح     |
| 1999  | جائزة نقابة ممثلي الشاشة | الأداء المتميز لممثل في فيلم حي - الميل الأخضر (فيلم) | رُشِّح     |

## وصلات خارجية
- جيفري دمان على موقع IMDb (الإنجليزية)
- جيفري دمان على موقع قاعدة بيانات الأفلام العربية
- جيفري دمان على موقع ألو سيني (الفرنسية)
- جيفري دمان على موقع ميوزك برينز (الإنجليزية)
- جيفري دمان على موقع تيرنر كلاسيك موفيز (الإنجليزية)
- جيفري دمان على موقع أول موفي (الإنجليزية)
- جيفري دمان على موقع قاعدة بيانات برودواي على الإنترنت (الإنجليزية)
- جيفري دمان على موقع قاعدة بيانات الأفلام السويدية (السويدية)
- جيفري دمان على موقع إن إن دي بي (الإنجليزية)
- جيفري دمان على موقع قاعدة بيانات الفيلم (الإنجليزية)